# هيري موتو
هيري موتو هي لغة رسمية متحدثة في بابوا غينيا الجديدة.

## التاريخ
للغة هيري موتو تاريخٌ طويل يعود إلى فترة ما قبل الاحتكاك مع الأوروبيين، فقد تطورت اللغة بين أعضاء دورة تجارة الهيري وكلمة «هيري» تعني الرحلات التجارية التقليدية وكان يجري تبادل سلع مثل الساغو والقدور الفخارية بين شعب الموتو وجيرانهم في المناطق الواقعة على الساحل الجنوب شرقي لجزيرة غينيا الجديدة. راج استخدام لغة هيري موتو خلال أوائل أيام الاستعمار الأوروبي نتيجة اتخاذها من قبل شرطة البحرية الملكية لبابوا غينيا الجديدة. ووصلت لغة هيري موتو إلى أوج ازدهارها بحلول مطلع ستينيات القرن العشرين فأصبحت لغةً للتواصل المشترك في أجزاءٍ واسعة من البلاد. كما كانت اللغة الأم لكثير من الأشخاص الذين ينتمي أهلهم لمجموعات لغوية أخرى (عادةً أبناء الشرطة وغيرهم من الموظفين الحكوميين).

## الأصوات
|                |                | شفوي | لثوي | طبقي | حنجري |
| -------------- | -------------- | ---- | ---- | ---- | ----- |
| انفجاري        | صامتة          | p    | t    | k    |       |
| انفجاري        | جهوريّة         | b    | d    | ɡ    |       |
| احتكاكي        | احتكاكي        | v    | s    |      | h     |
| أنفي           | أنفي           | m    | n    |      |       |
| تكرير          | تكرير          |      | r    |      |       |
| الحروف الساكنة | الحروف الساكنة |      | l    |      |       |
| التقريبي       | التقريبي       | w    |      |      |       |

- أما الصوتية غير الساكنة فهي /i ɛ a ɔ u/.